# Йоганн Георг Бюлер
Йоганн Георг Бюлер (нім. Johann Georg Bühler 19 липня 1837 — 8 квітня 1898) — професор, дослідник стародавніх індійських мов і законів.

## Біографія
Георг Бюлер народився 19 липня 1837 року в Борстелі (Ганноверське королівство, Німецький союз). Закінчив вищу школу в Ганновері, де вивчав грецьку мову і латинь, потім університет в Геттінгені за фахом теології та філософії, де вивчав філософію, санскрит, авестійську, перську, вірменську та арабську мови. У 1858 році захистив докторську дисертацію зі східних мов і археології; у своїй науковій праці досліджував суфікс «-tês», характерний для грецької граматики. У тому ж році Георг Бюлер поїхав до Парижа для вивчення манускриптів на санскриті, в 1859 році з тією ж метою — до Лондона, де залишився до жовтня 1862 року. Під час перебування в Англії він в основному вивчав ведійські манускрипти в бібліотеці Оксфордського університету, а в 1861 році був призначений помічником бібліотекаря у приватній бібліотеці англійської королеви.
Восени 1862 року Георг Бюлер був призначений асистентом в бібліотеку Геттінгена, куди він переїхав в жовтні того ж року. Там вчений отримав (разом з професором Фрідріхом Максом Мюллером) запрошення в Коледж санскриту Варанасі в Індії. Також він отримав (й знову ж з Максом Мюллером) запрошення професора східних мов ельфінстонської колегії в Мумбаї, на яке негайно відповів згодою, і 10 лютого 1863 року прибув на місце. Наступного року Бюлер став членом наукового товариства в університеті Мумбаї та членом Мумбайської філії Королівського азіатського товариства. У 1864 році був призначений професором стародавньої історії в університеті Мумбаї, а в 1866 році — головним інспектором над заняттями санскритом в Деканській колегії в Пуньї. У 1868 році він став інспектором північного відділу (Гуджарат), і в тому ж році, разом з Кільгорном (а з 1870 року один), почав займатися пошуком санскритських рукописів. Бюлеру вдалося з великим успіхом одночасно займати дві посади; округ, де він був інспектором, включав в себе понад 65000 квадратних миль і 5 мільйонів жителів. На початку своєї роботи він прийняв 730 шкіл з 47883 учнями, а, вийшовши в 1886 році через хворобу у відставку, залишив 1 763 школи з 101 970 учнями.
За час перебування в Індії він зібрав безліч текстів для індійського уряду, а також для бібліотек Берліна, Кембриджького та Оксфордського університетів.
У 1878 році Георг Бюлер опублікував свої переклади Пайялаччхі (найстаріший словник пракриту). Він також взяв на себе відповідальність за переклади Апастамби та інших текстів для багатотомника Фрідріха Макса Мюллера «The Sacred Books of the East», що включає компіляцію і переклади давньоіндійських текстів. Після повернення з Індії Бюлер в 1881 році почав працювати професором на кафедрі санскриту у Віденському університеті.
8 квітня 1898 року Георг Бюлер втопився в Боденському озері.

## Вибрані праці
- Prakrit dictionary Paiyalacchinamamala («Beiträge zur kunde der indogermanischen sprachen», Göttingen 1878)
- Erklärung der Ashokainschriften («Zeitschrift der deutschen morgenländischen gesellschaft», 1883—1893)
- The roots of the Dhatupatha not found in literature («Wiener zeitschrift für die kunde des morgenlandes», 1894)
- On the origin of the Kharosthi alphabet (ibid. 1895)
- Digest of hindu law cases (1867—1869; 1883)
- Panchatantra with English notes («The Bombay sanscrit series», 1868; 1891)
- Apastambiya Dharmasutra (1868—1871; 1892—1894)
- Catalogue of sanskrit manuscripts from Gujarat (4 vol., 1871—1873)
- Dachakumaracharita, with English notes («Sanscrit series» no. 10, 1873, 1887; II, with P. Peterson)
- Vikramankacharita with an introduction (1875)
- Detailed report of a tour in Kashmir (тисячу вісімсот сімдесят сім)
- Sacred laws of the Aryas (I, 1879; II, 1883; vols. 2 and 14, «The Sacred Books of the East»)
- Third book of sanscrit (1877; 1888)
- Leitfaden für den elementarcursus des sanskrit (1883)
  - Керівництво до елементарного курсу санскритської мови [Текст] / Г. Й. Бюлер; пер. під ред. Ф. І. Щербатского; Російська акад. наук, Ін-т мовознавства. — Москва: АБВ, 2016. — XXXVII, VII, 159, [1] с. : Портр., Табл .; 23 см — (Bibliotheca Sanscritica; т. 6) .; ISBN 978-5-906564-18-4: 1000 екз.
- Inscriptions from the caves of the Bombay presidency («Archaeological reports of Western India», 1883)
- Paleographic remarks on the Horrinzi palmleaf manuscript («Anecdota oxoniensia», 1884)
- The laws of Manu translated («The Sacred Books of the East», vol. 25, 1886)
- Translation of the Dhauli and Jaugada versions of the Ashoka edicts («Archeological reports of Southern India», vol. I, 1887)

У «Schriften der Wiener Akademie der Wissenschaften»:
- Über eine sammlung von sanskrit- und prakrit-handschriften (1881)
- Über das zeitalter des kashmirischen dichters Somadeva (1885)
- Über eine inschrift des königs Dharasena von Valabhi (1886)
- Über eine neue inschrift des Gurjara königs Dadda II (1887)
- Über eine Sendrakainschrift
- Über die indische sekte der Yainas
- Über das Navasahasankacharita des Padmagupta (1888, with Th. Zachariae)
- Über das Sukrtasamkirtana des Arisimha (1889)
- Die indischen inschriften und das alter der indischen kunstpoesie (1890)
- Indian studies: I. The Jagaducarita of Sarvananda, a historical romance from Gujarat (1892); II. Contributions to the history of the Mahabharata (with J. Kirste); III. On the origin of the Brahmi alphabet (1895)